# Stephan Pálffy von Erdőd
Stephan II. Pálffy von Erdőd  (ungarisch Pálffy de Erdőd István; * Juni 1585 auf Bibersburg, Königreich Ungarn; † 29. Mai 1646 in Wien) war ein ungarischer Kronhüter und General aus dem Adelsgeschlecht der Pálffys.

## Leben
Stephan II. Pálffy wurde als Sohn von Nikolaus II. Pálffy und Maria Magdalena Fugger von Kirchberg und zu Weißenhorn (* 30. April 1566 in Augsburg; † 29. Mai 1646 auf Bibersburg) geboren. 
Vom Frühjahr 1608 bis 1625 war er ungarischer Kronhüter. In dieser Funktion wurde er am 21. Oktober 1608 von den ungarischen Ständen mit der Stephanskrone zu König Matthias nach Hainburg abgefertigt. Die Krönung fand am 19. November 1608 in Pressburg statt.  
Im Oktober 1609 diente er als Kommissar zur Schlichtung zwischen Kardinal Forgács, Kreisobrist Seyfried Kollonitsch und dem Kriegsvolk zu Ujvár. Ein Einfall 1611 in Siebenbürgen unter Sigmund Forgács missglückte. 1613 nahm er am Reichstag zu Regensburg (mit 100 ungarischen Reitern in Tigerfellen) teil, ebenso wie 1618 an der Königskrönung Ferdinands in Pressburg.  
Seine Bitte um den Obrist-Befehl zu Neuhäusel im August 1618 wurde zunächst abgelehnt. Am 17. Mai 1621 erhielt er die Genehmigung des kaiserlicher Obrist und wurde Kommandant je einer Abteilung Husaren (500 Pferde) und Heiducken zu Fuß (200 Mann) für den Feldzug gegen Bethlen. Dieser endete mit einer Niederlage am 2. Juli bei Neusohl, wobei er schwer verwundet und gefangen wurde und gegen 24.500 Dukaten freigekauft wurde.  
1624 erfolgte die Ernennung zum kaiserlichen Kämmerer. Am 12. Dezember 1625 erhielt er schließlich die Bewilligung des Kreis-Obristen-Amts der bergstädtischen Grenze zu Neuhäusel/Ujvár. 
Die Hofkammer blieb ihm und seinen Truppen die Bezahlung aber schuldig. Im Juni 1629 erklärte er sich schließlich mit einer kaiserlichen Obligation über 37.713 fl. einverstanden, was als beträchtliches Entgegenkommen gegenüber dem Kaiser gewertet wurde.
Am 17. August 1630 wurde er aufgefordert, aufgrund der Gefahr durch türkische Truppen, auf seinem Posten zu bleiben. Zur Verteidigung der bergstädtischen Grenzen wurden ihm am 19. September 1000 Mann deutsches Kriegsvolk unter Obristleutnant Hoffer angekündigt. Gleichzeitig sollte jedoch der Geheime Rat Nachforschungen anstellen über seine „Bravaden“ (Prahlereien). Am 30. November 1633 schrieb Questenberg an Wallenstein, Pálffy sollte Kommandant der Ungarn werden, denn er „ist in seiner armut dennochter splendido, schenckt offt seinen rock vom leib, saufft ains mit ihnen, gibt ihnen roß, claider, stimiert sy vndt lobt sy, wan sy wol thuen, vnd befurdert sy, vnd manglt ihme selbst am couraggio nichts. … Nun ist diser Palfi splendido, aber sine viribus“.
Somit wurde er mit 1. Oktober 1632 Befehlshaber eines Regiments „ungarischer Lanzierer“ von 1000 Pferden, musste aber bereits im März 1633 eine Niederlage gegen die Türken hinnehmen. Die Erhebung in den ungarischen Grafenstand erfolgte am 13. Februar 1634.
Mehrmals wurde er aufgefordert, weitere Feindseligkeiten gegen die Türken zu unterlassen, so am 25. Oktober (er solle diese nicht „offendiern“), am 24. Juli 1635 („alles Rauben und Plündern gegen sie abstellen“), am 27. Mai 1636 („alle Feindseligkeiten unterlassen“) und am 26. Oktober 1636 („ernstliches Verbot der Pläne zur Einnahme türkischer Plätze und Schlösser“). 
Am 27. Juli 1637 kam der Befehl mit 2000 Pferden die noch an der Grenze befindlichen meuterischen „Polaken“ zu vertreiben. Dieser Befehl wurde am 14. Februar widerrufen, da die „Polaken“ ausbezahlt wurden und freiwillig abzogen. Im April 1639 kam der Auftrag zur Werbung von 2000 Husaren um am 3. August mit ihnen nach Böhmen zu ziehen. 
Am 27. Mai 1639 kam schließlich der Befehl zur Auszahlung von 61.875 fl. Soldrest an ihn.

## Familie
Am 17. April 1618 heiratete er Eva Susanna Gräfin von Puchheim zu Göllersdorf, Tochter des Generals Johann Christoph II. Grafen von Puchheim. Aus der Ehe gingen 2 Kinder hervor:
- Nikolaus (* 12. August 1619; † 12. August 1679), kaiserl. Geh. Rat, ungar. Obersttürhüter (1650), Oberstkämmerer (1662) und Kronhüter, 1653 Ritter des Ordens vom Goldenen Vlies;

- Maria Sophia († 1648) ⚭ Gabriel Grafen Erdödy von Monyorókerék und Monoszló